# Rungia angustifolia
Rungia angustifolia är en akantusväxtart som beskrevs av Cornelis Eliza Bertus Bremekamp. Rungia angustifolia ingår i släktet Rungia och familjen akantusväxter. Inga underarter finns listade i Catalogue of Life.